# لروی اسکات
لروی اسکات (انگلیسی: Leroy Scott؛ ‏ ۱۱ مهٔ ۱۸۷۵ – ۲۱ ژوئیهٔ ۱۹۲۹) نویسنده و فیلم‌نامه‌نویس اهل ایالات متحده آمریکا بود.
از فیلم‌هایی که وی در آن‌ها نقش داشته‌است، می‌توان به رَگِـدی رُز اشاره نمود.